# Ga Cầu Bây
Ga Cầu Bây là một nhà ga xe lửa tại phường Thạch Bàn quận Long Biên, thành phố Hà Nội. Nhà ga là một điểm của đường sắt Hà Nội - Hải Phòng và nối với ga Gia Lâm với ga Phú Thụy.